# 분자생물학 연구소
MRC 분자생물학 연구소(Medical Research Council Laboratory of Molecular Biology, LMB)는 영국 케임브리지에 위치한 일종의 출연연 및 국가 연구소이다. 이중나선구조해석(왓슨과 크릭), 최초의 단백질 구조해석, 최초의 DNA및 단백질 서열해석, 최초의 RNA구조해석, mRNA발견, 최초의 유전체학, 최초의 생정보학, 최초의 항체개발등등 현대 분자생물학의 핵심연구들을 한 연구센터이다. 약 10여명의 노벨상 수상자를 배출하고 각종 분자세포생물학 소분야의 원조이다. MRC 센터의 저널로, 분자 생물학 논문이 있다.

## 주요연구분야
- 분자생물학
- 유전체학
- 구조생물학
- 생정보학